# Kruidtuin (metrostation)
Kruidtuin (Frans: Botanique) is een station van de Brusselse metro en een halte van de Brusselse tram en bus, gelegen in de gemeente Sint-Joost-ten-Node.

## Geschiedenis
Kruidtuin werd geopend op 18 augustus 1974 als onderdeel van de premetrolijn tussen Naamsepoort en Rogier. Deze lijn werd later omgebouwd tot een volwaardige metrolijn en op 2 oktober 1988 in gebruik genomen. Het station wordt sinds de herziening van het metronet in 2009 bediend door de metrolijnen 2 en 6.
Het station en de halte zijn genoemd naar de voormalige botanische tuin, die in 1939 naar Meise werd verplaatst (zie Nationale Plantentuin van België). Het complex doet nu dienst als cultureel centrum van de Franse Gemeenschap van België onder de naam Le Botanique. De tot de kleine ring behorende Kruidtuinlaan en Kruidtuintunnel herinneren nog aan de oorspronkelijke functie.

## Situering
Het ondergrondse metrostation bevindt zich bij de kruising van de Kleine Ring van Brussel en de Koningsstraat, waar vroeger de Schaarbeekse Poort stond. Bovengronds stoppen er twee tramlijnen, twee MIVB-buslijnen en zeven De Lijn-buslijnen. De belangrijkste halte bevindt zich op de Koningsstraat, bij het kruispunt met de kleine ring. Sommige buslijnen stoppen aan een halte langs de kleine ring zelf. Naast de metrotunnel ligt ook nog de Kruidtuintunnel voor het wegverkeer.
Het station Kruidtuin is zeer diep gelegen doordat het zich in een heuvel bevindt. Bovendien is er buiten de in gebruik zijnde perrons op niveau -3 nog een tweede metrostation in ruwbouw aanwezig op niveau -2 voor een nooit gebouwde metrolijn.
Voor de werknemers van de FOD Financiën werkende in de nabijgelegen Financietoren is een toegangstunnel gebouwd tussen de Finance Tower en het niveau -2 van het metrostation Kruidtuin.

## Kunst
Station Kruidtuin wordt opgeluisterd door een groot aantal kunstwerken. Op een van de tussenverdiepingen vindt men Les Voyageurs van Pierre Caille, bestaande uit 21 veelkleurige houten beelden, die voor spiegels geplaatst zijn en de reizigersmassa voorstellen. In de lokettenzaal is De Odyssee van Martin Guyaux te zien. Het werk bestaat uit een op de vloer staande bronzen schijf met een doorsnede van de ruim 3 meter, geplaatst tussen twee 5 meter hoge bronzen deuren. Aan de perronwanden zijn onder de titel The Last Migration twee koperen sculpturen van Jean-Pierre Ghysels tegenover elkaar opgehangen, die vliegende vogels uitbeelden. Elders op de muren vindt men Tramification fluide, Tramification syncopée van Emile Souply, bestaande uit bundels van gekleurde stalen buizen, die verwijzen naar de diverse tramlijnen die van de premetrotunnel gebruikmaakten. Boven de sporen is de Portugese dichter Fernando Pessoa afgebeeld, terwijl deze zijn schoenen laat poetsen. Het in keramische tegels uitgevoerde kunstwerk van Julio Pomar draagt de titel Hommage aan Fernando Pessoa en werd ter gelegenheid van Europalia '91 door Portugal aan België geschonken.

## Afbeeldingen

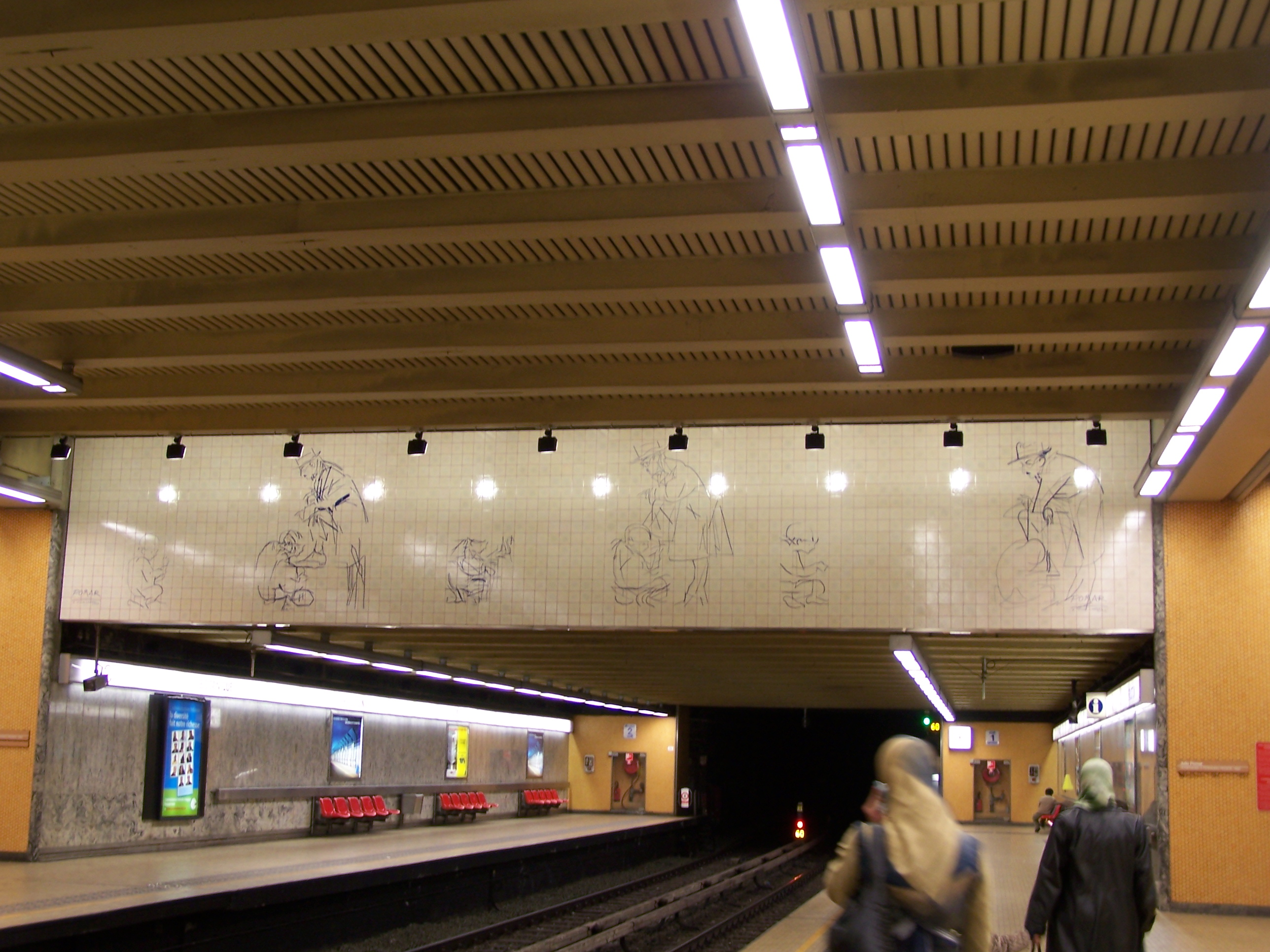
Kunst boven het perron.
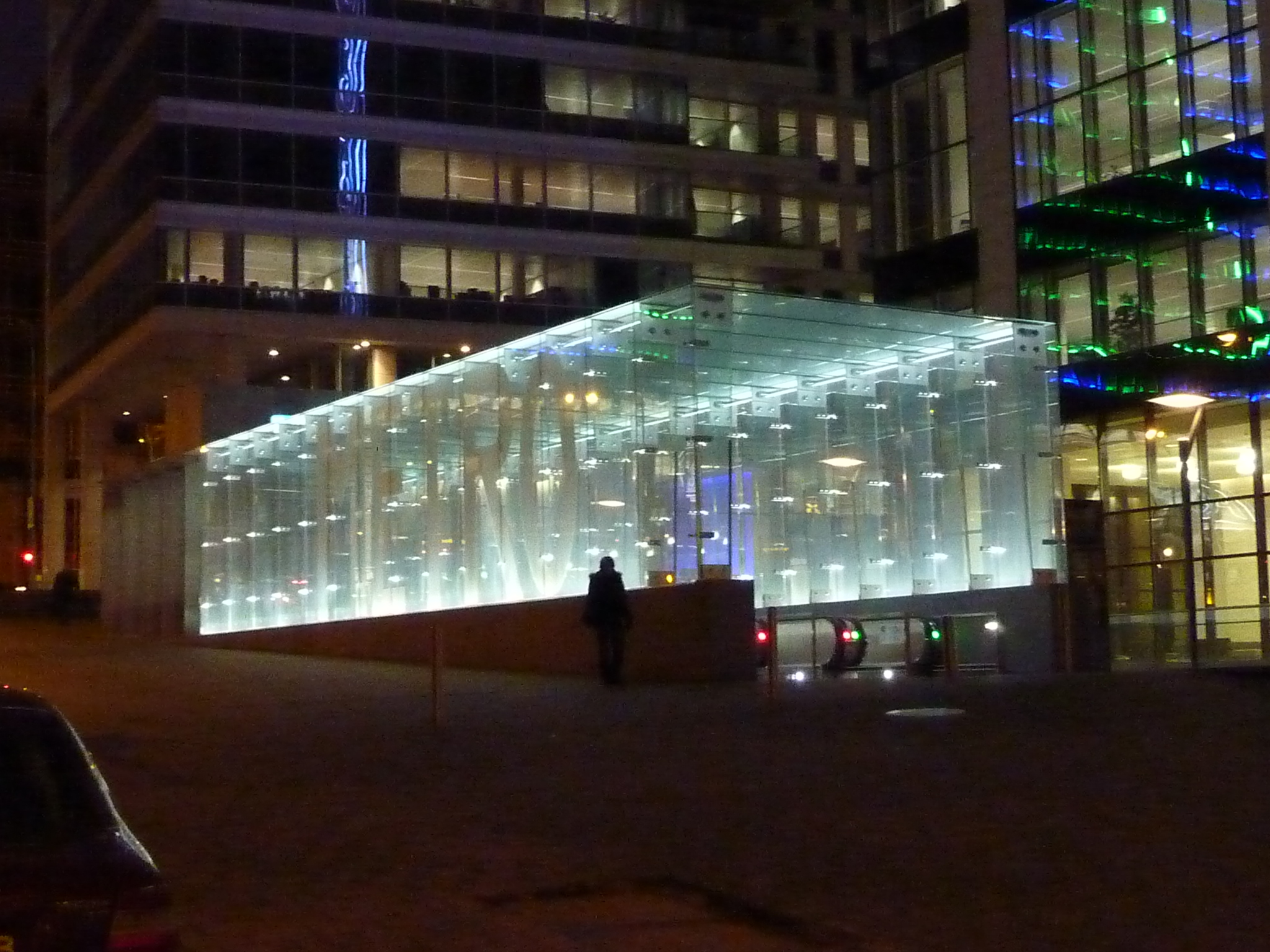
Ingang naast de Finance Tower.
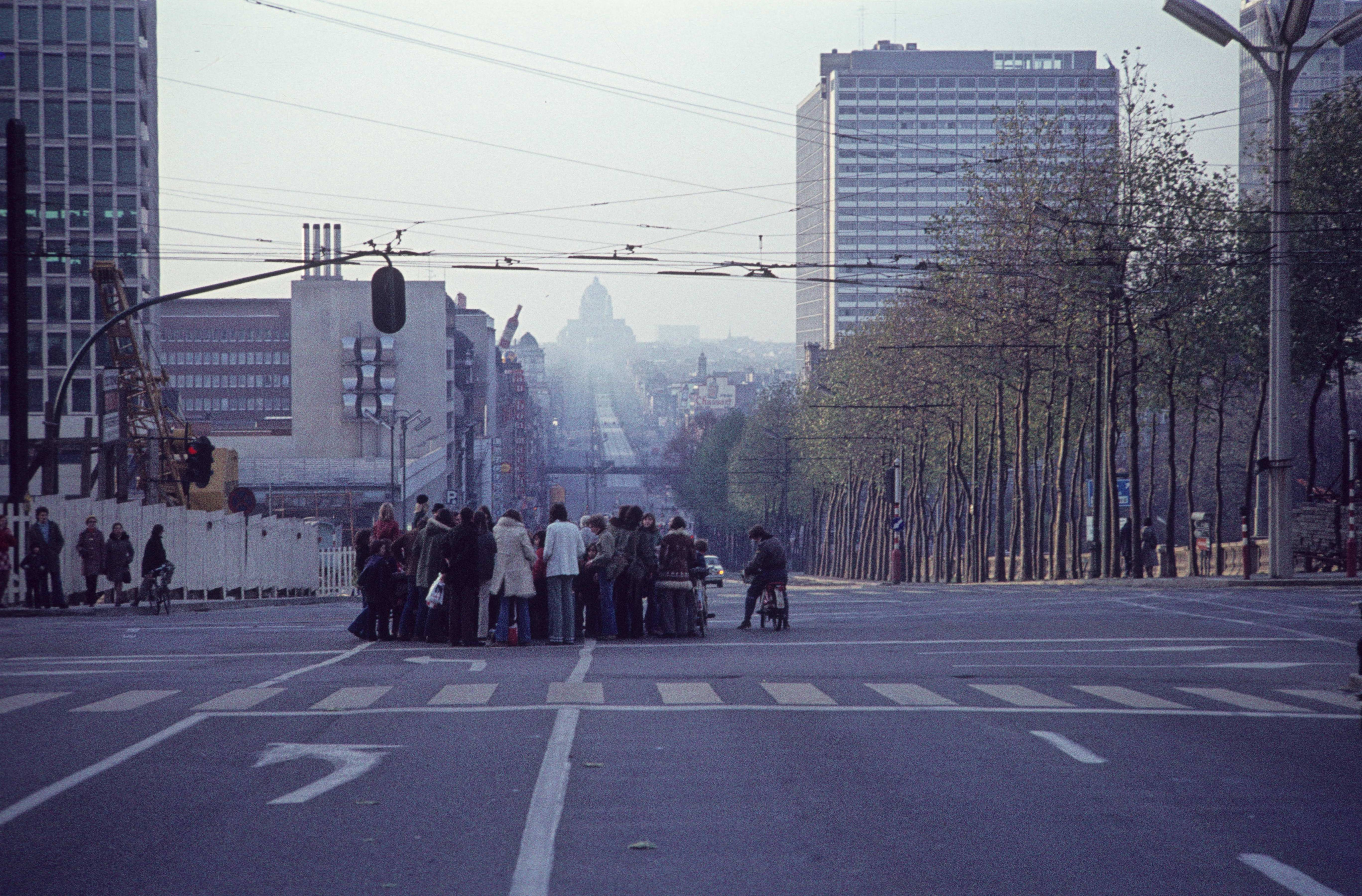
Kruidtuinlaan in 1979.